# کالول (پانچماهال)
کالول (به انگلیسی: Kalol) یک منطقهٔ مسکونی در هند است که در Kalol Taluka واقع شده‌است. کالول ۲۴٬۶۷۷ نفر جمعیت دارد و ۱۰۰ متر بالاتر از سطح دریا واقع شده‌است.